# Tre fiamme
 (août 2024).
Si vous disposez d'ouvrages ou d'articles de référence ou si vous connaissez des sites web de qualité traitant du thème abordé ici, merci de compléter l'article en donnant les références utiles à sa vérifiabilité et en les liant à la section « Notes et références ».
 (mars 2022).
Le Tre fiamme est une lampe plafonnier conçu en 1946 par l'architecte italien Gualtiero Galmanini.

## Descriptif
Le lustre à trois flammes est l'une des premières œuvres italiennes de design industriel réalisées sur commande, il est créé en bois, laiton et corde, avec trois abat-jour lanterne en verre opale.